# Кубок Пакистану з футболу 2016
Кубок Пакистану з футболу 2016 — 26-й розіграш кубкового футбольного турніру у Пакистані. Титул володаря кубка вдруге поспіль здобув Хан Рісерч Лабораторіз.

## Календар
| Раунд                 | Дата                     | Матчі | Клуби   |
| --------------------- | ------------------------ | ----- | ------- |
| Перший груповий раунд | 28 січня - 5 лютого 2016 | 9     | 22 → 15 |
| Другий груповий раунд | 9-14 лютого 2016         | 21    | 15 → 8  |
| 1/4 фіналу            | 15-18 лютого 2016        | 4     | 8 → 4   |
| 1/2 фіналу            | 20 лютого 2016           | 2     | 4 → 2   |
| Матч за третє місце   | 21 лютого 2016           | 1     |         |
| Фінал                 | 22 лютого 2016           | 1     | 2 → 1   |

## 1/4 фіналу
| Команда 1              | Рахунок      | Команда 2          |
| ---------------------- | ------------ | ------------------ |
| 15 лютого 2016         |              |                    |
| Армія Пакистану        | 1:0          | Бхатті Юнайтед (2) |
| 16 лютого 2016         |              |                    |
| Пакистанські ВПС       | 1:0          | Карачі Порт Траст  |
| 17 лютого 2016         |              |                    |
| Національний банк      | 0:0 пен. 3:2 | ССГК               |
| 18 лютого 2016         |              |                    |
| Хан Рісерч Лабораторіз | 3:1          | ВАПДА              |

## 1/2 фіналу
| Команда 1              | Рахунок      | Команда 2        |
| ---------------------- | ------------ | ---------------- |
| 20 лютого 2016         |              |                  |
| Національний банк      | 1:0          | Армія Пакистану  |
| Хан Рісерч Лабораторіз | 0:0 пен. 4:3 | Пакистанські ВПС |

## Матч за третє місце
| Команда 1        | Рахунок | Команда 2       |
| ---------------- | ------- | --------------- |
| 21 лютого 2016   |         |                 |
| Пакистанські ВПС | 2:0     | Армія Пакистану |

## Фінал
| 22 лютого 2016 |

| Хан Рісерч Лабораторіз | 1:0 | Національний банк |
| ---------------------- | --- | ----------------- |
| Ахмед 75'              |     |                   |

| Пунжаб, Лахор |